# Cuphea painteri
Cuphea painteri là một loài thực vật có hoa trong họ Lythraceae. Loài này được Rose ex Koehne mô tả khoa học đầu tiên năm 1907.